# サーモスタットな夏 (曲)
「サーモスタットな夏」（サーモスタットななつ）は、日本の歌手である沢田研二の63枚目のシングルである。1997年8月27日に東芝EMIのイーストワールドレーベルより発売された。

## 解説
- 同年発売のアルバム『サーモスタットな夏』からのリカットシングル。
- 歌詞中に「シーガイヤ」（正しくはシーガイア）や「バリ」、「グレイトバリアリーフ」など南国をイメージさせる実在の地名が登場する。
- 同アルバムのツアー最終日の日比谷野外音楽堂公演では、CDにクレジットされている「BOKE BOKE Sisters」が参加してコーラスをつけた。

## 収録曲
- 全編曲：白井良明

1. サーモスタットな夏
  - 作詞：沢田研二／作曲：朝本浩文
2. ミネラル・ランチ
  - 作詞：朝水彼方／作曲：藤井尚之